# Brachychiton allochrous
Brachychiton allochrous är en malvaväxtart som beskrevs av G.P. Guymer. Brachychiton allochrous ingår i släktet Brachychiton och familjen malvaväxter. Inga underarter finns listade i Catalogue of Life.